# Gioia del Colle
Pour les articles homonymes, voir Gioia.
Gioia del Colle est une commune de la ville métropolitaine de Bari, dans les Pouilles, en Italie. Elle se situe dans la partie orientale du haut-plateau des Murge, à peu près à mi-chemin entre Bari et Tarente.

## Géographie
Gioia del Colle se trouve au sommet d'une colline à une altitude de 360 m. Elle est implantée dans la partie sud des Murge, entre la mer Adriatique et le golfe de Tarente (mer Ionienne). Le territoire de la commune a une superficie de 206,48 km2, et son altitude varie de 296 m à 435 m. Il confine au nord-ouest avec Acquaviva delle Fonti, au nord avec Sammichele di Bari et Turi, à l'est avec Putignano et Noci, au sud-est avec Mottola, au sud avec Castellaneta, au sud-ouest (frazione de Montursi) avec Laterza et à l'ouest avec Santeramo in Colle.
Le paysage est caractérisé par de vastes zones boisées, dans lesquelles domine le chêne macédonien, plus nombreux que le chêne pubescent. Le Bosco Romanazzi et la Serra Capece constituent les parties les plus remarquables de ces boisements, qui s'étendent du parc archéologique du Mont Sannace jusqu'à la route provinciale qui mène à Noci.
L'ouest du territoire, dont l'altitude dépasse 400 m, fait partie de la Murge du nord-ouest, vers Santeramo et Laterza, tandis que l'est, dont l'altitude dépasse également 400 m, fait partie de la Murge du sud-est, vers Noci. Au milieu, au contraire, se trouve une dépression (la Sella di Gioia del Colle) d'une altitude moyenne de 340 m au dessus du niveau de la mer, interrompue seulement par la colline culminant à 360 m sur laquelle est implantée la ville.

## Histoire
De 1961 à 1963, elle a accueilli des missiles nucléaires Jupiter capable d'atteindre l'Union soviétique. Ils seront démantelés dans le cadre de la résolution de la crise des missiles de Cuba.

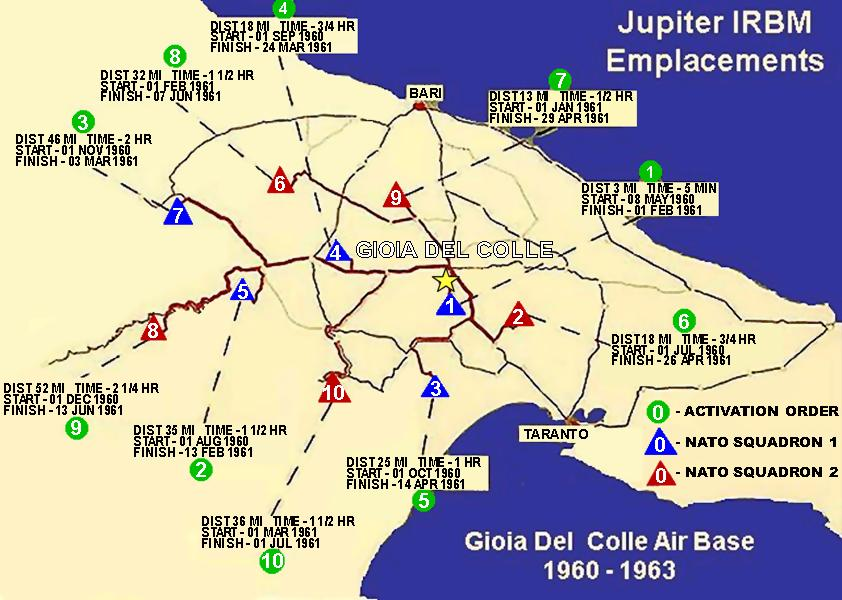
Déploiement des missiles Jupiter en Italie entre 1961-1963, Gioia Colle.

## Économie
L'économie est essentiellement agricole. Gioia del Colle est renommée en particulier pour ses deux produits phares, la mozzarella di Gioia del Colle (DOP) élaborée avec du lait de vache, et son vin Primitivo di Gioia del Colle (DOC).

## Culture

### Instruction
Écoles
À Gioia del Colle, il y a 5 jardins d'enfants, 4 écoles primaires et 2 collèges. Les écoles secondaires situées dans la ville sont : le liceo scientifico Ricciotto-Canudo, le liceo classico Publio-Virgilio-Marone et l'institut technique industriel Galileo-Galilei.

### Musées
Musée archéologique national
Les salles du musée archéologique sont aménagées à l'intérieur du château Normand-Hohenstaufen. Il existe une exposition systématique des nombreux objets funéraires provenant des nécropoles du mont Sannace et de Santo Mola qui couvrent une large période chronologique. Du début du VIe au IIe siècle av. J.-C. vases géométriques et figuratifs, armes en bronze, fibules et statuettes en argile définissent la composition habituelle des objets funéraires du centre indigène mais aussi des communautés Peucètes plus larges.

### Parc archéologique du Mont Sannace
Le site se trouve à 5 km de la ville en direction de Turi et fait l'objet de fouilles archéologiques depuis 1957 par la Surintendance des Antiquités des Pouilles et de Matera. Les fouilles ont été achevées en 1961, elles ont mis au jour un habitat des anciens Peucètes datant du IXe siècle av. J.-C. qui dura, avec de brèves interruptions, jusqu'à la période hellénistique-romaine (environ jusqu'au Ier siècle après J.-C.).
Le parc archéologique comprend quelques zones de circuits défensifs et la porte nord comprend de nombreux tombeaux et divers bâtiments de l'acropole, ainsi qu'une grande partie de la ville.
Les découvertes des fouilles sont conservées au musée archéologique national situé à l'intérieur du château normand-souabe.

### Cinéma
En plus d'avoir donné naissance à Ricciotto Canudo, qui pendant son séjour à Paris a accru le débat autour de l'art du cinéma, Gioia del Colle est liée au cinéma pour avoir accueilli le tournage de trois films, à différentes époques :
- entre 1930 et 1931, certains plans du film muet Idillio, réalisé par le Milanais Nello Mauri, furent tournés dans le centre-ville et dans la campagne autour de Gioia ;
- en 1964 Pier Paolo Pasolini pour le film L'Évangile selon saint Matthieu dont il tourne deux scènes dans le château de Gioia del Colle : le palais d'Hérode et la danse de Salomé, qui se déroule dans l'aile nord de la cour de l'édifice. L'expulsion du temple, avec les prêtres qui assistent aux événements, a été filmée – à Castel del Monte ;
- en 1999, s'y déroule Terra bruciata, le premier film de Fabio Segatori avec Raoul Bova, Giancarlo Giannini, Michele Placido et Bianca Guaccero ;[9]
- en 2014, Matteo Garrone a choisi le château normand-souabe de Gioia del Colle pour tourner certaines scènes du film Tale of Tales avec Salma Hayek, Vincent Cassel et Toby Johnes.

### Musique
Gioia del Colle est un pays particulièrement actif du point de vue musical :

- Le Banda di Gioia dirigé par Maestro Paolo Falcicchio a remporté des prix prestigieux dans toute l'Italie, comme le Concours international de Venise en 1924 et le Concours professionnel de Rome en 1929.
- Gioia del Colle a été le berceau du célèbre groupe de Il Fungo Cinese (1967), qui accompagnait des artistes tels que Patty Pravo, Caterina Caselli et Jimmy Fontana.
- Mario Rosini (it) est également venu de Gioia del Colle, terminant deuxième au festival de Sanremo en 2004 avec la chanson Sei la vita mia.
- Deux groupes de Gioia del Colle ont foulé la scène du Sziget Festival à Budapest: C.F.F. e il Nomade Venerabile (2005), The Carving (2006). C.F.F. e il Nomade Venerabile en 2014 ont également remporté le prix Pierangelo Bertoli Nouveaux auteurs-compositeurs au Théâtre Carani à Sassuolo.
- En 2013, le documentaire Rockerella - Histoire de la musique de Gioia del Colle des années 1950 à nos jours a été réalisé, disponible sur YouTube depuis 2017.

### Théâtre municipal Rossini
Événements
- Fête patronale de San Filippo Neri, 25, 26, 27 mai ;
- Fête du compatrono San Rocco, 15-16 août ;
- Processione dei Sacri Misteri della Passione, Venerdì Santo ;
- Festival Internazionale TeatroLab2.0 – Chièdiscena, avril-mai ;
- Palio delle Botti, août.

## Administration
| Période                                  | Période         | Identité                | Étiquette       | Qualité                    |
| ---------------------------------------- | --------------- | ----------------------- | --------------- | -------------------------- |
| 14 novembre 2007                         | 28 avril 2008   | Claudio Palomba         |                 | Commissaire extraordinaire |
| 28 avril 2008                            | 28 octobre 2011 | Piero Longo             | Centro-destra   | Maire                      |
| 7 novembre 2011                          | 22 mai 2012     | Maria Filomena Dabbicco |                 | Commissaire préfectoral    |
| 22 mai 2012                              | 5 février 2015  | Sergio Povia            | Centro-sinistra | Maire                      |
| 9 mars 2015                              | 18 juin 2016    | Rossana Riflesso        |                 | Commissaire extraordinaire |
| 23 juin 2016                             | 18 mai 2018     | Donato Lucilla          | Liste civique   | Maire                      |
| 18 mai 2018                              | 27 mai 2019     | Umberto Postiglione     |                 | Commissaire                |
| 27 mai 2019                              | En cours        | Giovanni Mastrangelo    | Centro-destra   | Maire                      |
| Les données manquantes sont à compléter. |                 |                         |                 |                            |

### Hameaux
Les frazioni de Gioia del Colle sont Colonia Hanseniana, Corvello, La Torre, Casino Eramo e Marzagaglia, Monte Sannace, Montursi, Santa Candida, Terzi et Villaggio Azzurro.

### Communes limitrophes
Acquaviva delle Fonti, Castellaneta, Laterza, Mottola, Noci, Putignano, Sammichele di Bari, Santeramo in Colle, Turi.

### Évolution démographique
Habitants recensés

## Personnalités liées à la commune

### Personnalités nées à Gioia del Colle
- Luigi Angelillo (1945-2015), acteur.
- Ricciotto Canudo (1879-1923), romancier, poète et essayiste ; il a inventé le terme de 7e art pour désigner le cinéma, permettant à celui-ci, pour la première fois, de se réclamer comme art.
- Pasquale Gabriele (1991-), joueur de volley-ball.
- Nicola Legrottaglie (1976), footballeur.

### Autres personnalités
- Bianca Lancia la jeune (1210-1246), quatrième épouse légitime de l'empereur Frédéric II du Saint-Empire, morte à Gioia del Colle.
- Nicola Spinelli (1325-1406), jurisconsulte et comte de Gioia.
- Sylvester Stallone (1946), acteur américain dont le père Francesco Stallone est né à Gioia del Colle[2].